# 1995 BG3
1995 BG3 är en asteroid i huvudbältet som upptäcktes den 29 januari 1995 av de båda japanska astronomerna Takeshi Urata och Yoshisada Shimizu vid Nachi-Katsuura-observatoriet.
Asteroiden har en diameter på ungefär 9 kilometer.